# Maliattha ferrugina
Maliattha ferrugina är en fjärilsart som beskrevs av Turner 1908. Maliattha ferrugina ingår i släktet Maliattha och familjen nattflyn. Inga underarter finns listade i Catalogue of Life.